# Demografía de la República Popular China
La demografía de la República Popular China se caracteriza por una gran población, con una división relativamente pequeña de jóvenes, situación que es parcialmente resultado de la política de hijo único de la República Popular China. Las políticas demográficas implementadas en China desde 1979 han evitado entre 350 y 400 millones de nacimientos.
Hoy en día, la población de China supera los 1300 millones de personas, lo que la convierte en el país más poblado del mundo. Según el censo de 2010, 91,51% de la población proviene de la etnia han y 8,49% forma parte de alguna minoría. La tasa de crecimiento demográfico de China es solo de 0,47%, lo que la sitúa en el 156.º lugar en el mundo. China llevó a cabo su sexto censo demográfico nacional el 1 de noviembre de 2010. En las grandes urbes se vive principalmente en rascacielos para maximizar su territorio.

## Población

### Población total
1 425 671 300 habitantes (2023 est.) Nunca habra Ponce x Dan Dawi

## Distribución demográfica por región

### China continental
Según datos del año 2010, la población en la China continental superó los 1.350.000.000 de habitantes. El gobierno ha intentado frenar el crecimiento demográfico -con resultados no del todo exitosos- a través de una política de planificación familiar: 
La política oficial del gobierno prohíbe actualmente los abortos selectivos en función del sexo y pena seriamente su empleo. Para evitar que se puedan producir abortos selectivos se ha prohibido la diagnosis del sexo del feto salvo que sea necesario por razones médicas, en cuyo caso el ultrasonido debe ser administrado por dos médicos, que deben jurar por escrito que hicieron el análisis por razones médicas. En algunas provincias como la de Shandong, donde la proporción entre los sexos ha llegado a ser de 125 varones por 100 mujeres, se empezó a aplicar, en enero de 1999, una nueva ley que prohibía a los médicos la posesión de aparatos de ultrasonido e incluso hacer abortos. Los aparatos de ultrasonido bidimensionales solo pueden establecer el sexo de un feto en el cuarto o quinto mes de embarazo, lo que determina que se realicen abortos tardíos, con complicaciones de salud permanentes para las mujeres intervenidas. [cita requerida]
Además, recientemente se han adoptado una serie de generosos incentivos como son, primas y seguros médicos y de pensión, para las familias que tengan dos niñas con el objetivo de corregir el desequilibrio. La meta del gobierno es conseguir estabilizar la población. Antes de adoptarse la política de planificación familiar, la ONU estimó que China alcanzaría los 1.600.000.000 de habitantes en torno a 2005, lo que permite comprobar el éxito de Pekín en su lucha contra la superpoblación.

### Hong Kong
La población de Hong Kong creció fuertemente durante los años 1990. Así, en 2000, alcanzó la cifra de 7,1 millones de habitantes. Hong Kong es una de las áreas más densamente pobladas del mundo, con una densidad media de 6.300 personas/km². La densidad demográfica con respecto a las zonas construidas es aún más alta, ya que solo una pequeña parte del terreno se ha desarrollado. A pesar de esta densidad, Hong Kong es una ciudad de China de Asia con más zonas verdes. La mayoría de los habitantes vive en pisos ubicados en rascacielos. El resto de los espacios abiertos está cubierto de parques, árboles y arbustos.

### Macao
Un 12% de la población de Macao es china, principalmente de origen cantonés y algunos hakka de la cercana provincia de Guangdong. El resto son portugueses o chinos con antepasados portugueses. Las lenguas oficiales son el portugués y el mandarín, aunque la mayoría de sus habitantes habla el cantonés, mientras que el inglés se habla en las zonas turísticas. Macao cuenta solo con una universidad: la Universidad de Macao, la mayoría de cuyos 7,700 estudiantes procede de Hong Kong.

### Ciudades más pobladas
| 1.ª  | Shanghái  | 18.500.000 |
| 2.ª  | Pekín     | 14.230.993 |
| 3.ª  | Cantón    | 7.547.467  |
| 4.ª  | Hong Kong | 6.864.346  |
| 5.ª  | Tianjin   | 6.839.009  |
| 6.ª  | Wuhan     | 6.787.482  |
| 7.ª  | Shenzhen  | 6.480.340  |
| 8.ª  | Chongqing | 6.087.197  |
| 9.ª  | Shenyang  | 4.596.785  |
| 10.ª | Chengdu   | 4.273.218  |

### Población histórica por provincia
La República Popular China condujo censos en 1953, 1964, 1982, 1990, 2000, 2010 y 2020. En 1987, el gobierno anunció que el cuarto censo nacional tendría lugar en 1990 y que, desde entonces, habría uno de ellos cada década. El censo de 1982 señaló una población total de 1.008.180.738 y es generalmente aceptado como una fuente significativamente más confiable y precisa que los dos anteriores.
| Provincia o región autónoma                            | Censo de 1953 | Censo de 1953 | Censo de 1964 | Censo de 1964 | Censo de 1982 | Censo de 1982 | Censo de 1990 | Censo de 1990 | Censo de 2000 | Censo de 2000 | Censo de 2010 | Censo de 2010 |
| Provincia o región autónoma                            | Habitantes    | %             | Habitantes    | %             | Habitantes    | %             | Habitantes    | %             | Habitantes    | %             | Habitantes    | %             |
| ------------------------------------------------------ | ------------- | ------------- | ------------- | ------------- | ------------- | ------------- | ------------- | ------------- | ------------- | ------------- | ------------- | ------------- |
| Municipalidad de Pekín                                 | 3,768,149     | 0.48          | 8,568,496     | 1.09          | 10,230,687    | 0.92          | 10,819,407    | 0.95          | 14,820,001    | 1.09          | 20,612,369    | 1.48          |
| Hebei                                                  | 36,984,644    | 6.18          | 45,687,781    | 6.58          | 54,005,876    | 6.26          | 61,082,439    | 5.39          | 67,440,000    | 5.33          | 72,854,202    | 5.40          |
| Municipalidad de Tianjin                               | 2,693,831     | 0.46          | 45,687,781    | 6.58          | 7,764,141     | 0.77          | 8,785,402     | 0.77          | 10,010,000    | 0.79          | 12,938,224    | 0.97          |
| Shanxi                                                 | 14,314,485    | 2.46          | 18,015,067    | 2.59          | 25,291,389    | 2.51          | 28,759,014    | 2.54          | 32,970,000    | 2.60          | 35,712,112    | 2.67          |
| Región autónoma de Mongolia Interior                   | 6,100,104     | 1.05          | 12,348,638    | 1.78          | 19,274,279    | 1.91          | 21,456,798    | 1.89          | 23,760,000    | 1.88          | 24,706,321    | 1.84          |
| Provincia de Rehe (desaparecida)                       | 5,160,822     | 0.89          |               |               |               |               |               |               |               |               |               |               |
| Liaoning                                               | 18,545,147    | 3.18          | 26,946,200    | 3.88          | 35,721,693    | 3.54          | 39,459,697    | 3.48          | 42,380,000    | 3.35          | 43,746,323    | 3.27          |
| Jilin                                                  | 11,290,073    | 1.94          | 15,668,663    | 2.26          | 22,560,053    | 2.24          | 24,658,721    | 2.18          | 27,280,000    | 2.16          | 27,462,297    | 2.05          |
| Heilongjiang                                           | 11,897,309    | 2.04          | 20,118,271    | 2.90          | 32,665,546    | 3.24          | 35,214,873    | 3.11          | 36,890,000    | 2.91          | 38,312,224    | 2.86          |
| Municipalidad de Shanghái                              | 6,204,417     | 1.06          | 10,816,459    | 1.56          | 11,859,748    | 1.18          | 13,341,896    | 1.18          | 16,740,000    | 1.32          | 23,019,149    | 1.72          |
| Jiangsu                                                | 41,252,192    | 7.08          | 44,504,608    | 6.41          | 60,521,114    | 6.00          | 67,056,519    | 5.91          | 74,380,000    | 5.88          | 78,659,903    | 5.87          |
| Zhejiang                                               | 22,865,747    | 3.92          | 28,318,573    | 4.08          | 38,884,603    | 3.86          | 41,445,930    | 3.66          | 46,770,000    | 3.69          | 54,426,891    | 4.06          |
| Anhui                                                  | 30,343,637    | 5.21          | 31,241,657    | 4.50          | 49,665,724    | 4.93          | 56,180,813    | 4.96          | 59,860,000    | 4.73          | 59,500,510    | 4.44          |
| Fujian                                                 | 13,142,721    | 2.26          | 16,757,223    | 2.41          | 25,931,106    | 2.57          | 30,097,274    | 2.65          | 34,710,000    | 2.74          | 36,894,216    | 2.75          |
| Jiangxi                                                | 16,772,865    | 2.88          | 21,068,019    | 3.03          | 33,184,827    | 3.29          | 37,710,281    | 3.33          | 41,400,000    | 3.27          | 44,567,475    | 3.33          |
| Shandong                                               | 48,876,548    | 8.39          | 55,519,038    | 7.99          | 74,419,054    | 7.38          | 84,392,827    | 7.44          | 90,790,000    | 7.17          | 96,793,065    | 7.15          |
| Henan                                                  | 44,214,594    | 7.59          | 50,325,511    | 7.25          | 74,422,739    | 7.38          | 85,509,535    | 7.54          | 92,560,000    | 7.31          | 94,023,567    | 7.02          |
| Hubei                                                  | 27,789,693    | 4.77          | 33,709,344    | 4.85          | 47,804,150    | 4.74          | 53,969,210    | 4.76          | 60,280,000    | 4.76          | 57,237,740    | 4.27          |
| Hunan                                                  | 33,226,954    | 5.70          | 37,182,286    | 5.35          | 54,008,851    | 5.36          | 60,659,754    | 5.35          | 64,440,000    | 5.09          | 65,683,722    | 4.90          |
| Guangdong                                              | 34,770,059    | 5.97          | 42,800,849    | 6.16          | 59,299,220    | 5.88          | 62,829,236    | 5.54          | 86,420,000    | 6.83          | 104,303,132   | 7.79          |
| Hainan                                                 | 34,770,059    | 5.97          | 42,800,849    | 6.16          | 59,299,220    | 5.88          | 62,829,236    | 5.54          | 7,870,000     | 0.62          | 8,671,518     | 0.65          |
| Región Autónoma de Guangxi                             | 19,560,822    | 3.36          | 20,845,017    | 3.00          | 36,420,960    | 3.61          | 42,245,765    | 3.73          | 44,890,000    | 3.55          | 46,026,629    | 3.55          |
| Sichuan                                                | 62,303,999    | 10.69         | 67,956,490    | 9.78          | 99,713,310    | 9.89          | 107,218,173   | 9.46          | 83,290,000    | 6.58          | 80,418,200    | 6.00          |
| Municipalidad de Chongqing                             | 62,303,999    | 10.69         | 67,956,490    | 9.78          | 99,713,310    | 9.89          | 107,218,173   | 9.46          | 30,900,000    | 2.44          | 28,846,170    | 2.15          |
| Guizhou                                                | 15,037,310    | 2.58          | 17,140,521    | 2.47          | 28,552,997    | 2.83          | 32,391,066    | 2.86          | 35,250,000    | 2.78          | 34,746,468    | 2.59          |
| Yunnan                                                 | 17,472,737    | 3.00          | 21,509,525    | 2.95          | 33,553,817    | 3.23          | 37,972,610    | 3.26          | 43,880,000    | 3.39          | 46,966,239    | 3.43          |
| Región Autónoma del Tíbet                              | 1,273,969     | 0.22          | 1,251,225     | 0.18          | 1,892,393     | 0.19          | 2,196,010     | 0.19          | 2,620,000     | 0.21          | 3,002,166     | 0.22          |
| Xikang (desaparecida)                                  | 3,381,064     | 0.58          |               |               |               |               |               |               |               |               |               |               |
| Shaanxi                                                | 15,881,281    | 2.73          | 20,766,915    | 2.99          | 28,904,423    | 2.87          | 32,882,403    | 2.90          | 36,050,000    | 2.85          | 37,327,378    | 2.79          |
| Gansu                                                  | 12,928,102    | 2.22          | 12,630,569    | 1.82          | 20,569,261    | 1.94          | 22,371,141    | 1.97          | 25,620,000    | 2.02          | 25,575,254    | 1.91          |
| Región Autónoma de Ningxia Hui                         | 12,928,102    | 2.22          |               |               | 3,895,578     | 0.39          | 4,655,451     | 0.41          | 5,620,000     | 0.44          | 6,301,350     | 0.47          |
| Qinghai                                                | 1,676,534     | 0.29          | 3,145,604     | 0.31          | 4,895,706     | 0.39          | 4,456,946     | 0.39          | 5,180,000     | 0.41          | 5,626,722     | 0.42          |
| Región Autónoma Uigur de Sinkiang                      | 4,873,608     | 0.84          | 8,270,067     | 1.05          | 13,081,681    | 1.30          | 15,155,778    | 1.34          | 19,250,000    | 1.52          | 21,813,334    | 1.63          |
| Personal militar                                       |               |               |               |               | 4,238,210     |               | 3,199,100     |               | 2,500,000     |               | 2,300,000     |               |
| Población con residencia permanente difícil de definir |               |               |               |               |               |               |               |               |               |               | 4,649,985     |               |
| Total en China continental                             | 585,603,417   | 585,603,417   | 700,581,761   | 700,581,761   | 1,010,175,288 | 1,010,175,288 | 1,134,682,501 | 1,134,682,501 | 1,267,830,001 | 1,267,830,001 | 1,343,724,855 | 1,343,724,855 |

## Densidad demográfica
Si bien China es el segundo país más poblado del mundo, su densidad demográfica nacional (137/km²) no es muy alta, sino similar a las de Suiza y la República Checa. Sin embargo, la densidad demográfica en conjunto de la República Popular China muestra importantes variaciones regionales: la parte occidental y del norte tiene unos pocos millones de habitantes, mientras que la parte oriental tiene alrededor de 1,3 mil millones; una dicotomía por la cual se explica la popular Línea Heihe-Tengchong. La vasta mayoría de la población china vive en las planicies fértiles del oriente.
En las 11 provincias, municipalidades especiales y regiones autónomas a lo largo de la costa suroriental, la densidad de población es de 320,6 personas por km². Es decir, la población está concentrada al este de las montañas y al sur de la estepa norte. Las áreas más densamente pobladas incluyen el valle del Yangtsé (la región más poblada de todas), la cuenca de Sichuan, la llanura del Norte de China, el delta del río Perla y la zona industrial alrededor de la ciudad de Shenyang, al noreste de China.
En cambio, la población es más escasa en las regiones montañosas y desérticas del noroeste y el suroeste. En la región autónoma de Mongolia Interior, existen porciones enteramente deshabitadas y solo unas pocas secciones tienen poblaciones más densas que 10 personas por km². Las regiones autónomas de Mongolia Interior, Sinkiang y el Tíbet junto con las provincias de Qinghai y Gansu comprenden el 55% del área del país, pero en 1985 albergaba solamente al 5,7% de su población.
|                                                  |                    | \| \| \| Área (km²) \| hab \| densidad \| \| China \| China \| 9,650,000 (100%) \| 1,300,000,000 (100%) \| 134.7 h/km² \| \| ------------------------------------------------ \| ------------------ \| ---------------------- \| ----------------------- \| ------------ \| \| 5 provincias \| 5 provincias \| 5 246 400 km² (54.45%) \| 79 533 000 h. (6.345%) \| 15.16 h/km² \| \| \| Mongolia Interior \| 1,183,000 (12.28% ) \| 24,051,000 \| 15.16 h/km² \| \| Sinkiang \| 1,660,000 (17.23%) \| 20,952,000 \| \| 15.16 h/km² \| \| Tíbet \| 1,228,400 (12.75%) \| 2,842,000 \| \| 15.16 h/km² \| \| Qinghai \| 721,000 (7.48%) \| 5,516,000 \| \| 15.16 h/km² \| \| Gansu \| 454,000 (4.71%) \| 26,172,000 \| \| 15.16 h/km² \| \| Propiamente China \| Propiamente China \| 4,403,605 (45,55%) \| 1,221,000,000 (93,655%) \| 277.27 h/km² \| \| Fuente: Oficina Nacional de Estadística de China \| \| \| \| \| |                         |              |
|                                                  |                    | Área (km²) | hab                     | densidad     |
| China                                            | China              | 9,650,000 (100%) | 1,300,000,000 (100%)    | 134.7 h/km²  |
| 5 provincias                                     | 5 provincias       | 5 246 400 km² (54.45%) | 79 533 000 h. (6.345%)  | 15.16 h/km²  |
|                                                  | Mongolia Interior  | 1,183,000 (12.28% ) | 24,051,000              | 15.16 h/km²  |
| Sinkiang                                         | 1,660,000 (17.23%) | 20,952,000 |                         | 15.16 h/km²  |
| Tíbet                                            | 1,228,400 (12.75%) | 2,842,000 |                         | 15.16 h/km²  |
| Qinghai                                          | 721,000 (7.48%)    | 5,516,000 |                         | 15.16 h/km²  |
| Gansu                                            | 454,000 (4.71%)    | 26,172,000 |                         | 15.16 h/km²  |
| Propiamente China                                | Propiamente China  | 4,403,605 (45,55%) | 1,221,000,000 (93,655%) | 277.27 h/km² |
| Fuente: Oficina Nacional de Estadística de China |                    | |                         |              |

Un reto futuro para China será la disparidad de género. Según el censo de 2010, la población mujeres representa el 51,27% de los 1.340 millones de habitantes de China, mientras que las hombres conforman el 49,73% del total. El índice de masculinidad (el número de hombres por cada mujer en una población) al nacer era de 118,06% en 2010, mayor que el 116,86% de 2000, pero 0,53 menor que el ratio de 118,59 en 2005. En la mayoría de países occidentales, el índice de masculinidad al nacer se encuentra en torno a 100 hombres (49,12%). por 105 mujeres (51,22%).

## Grupos étnicos

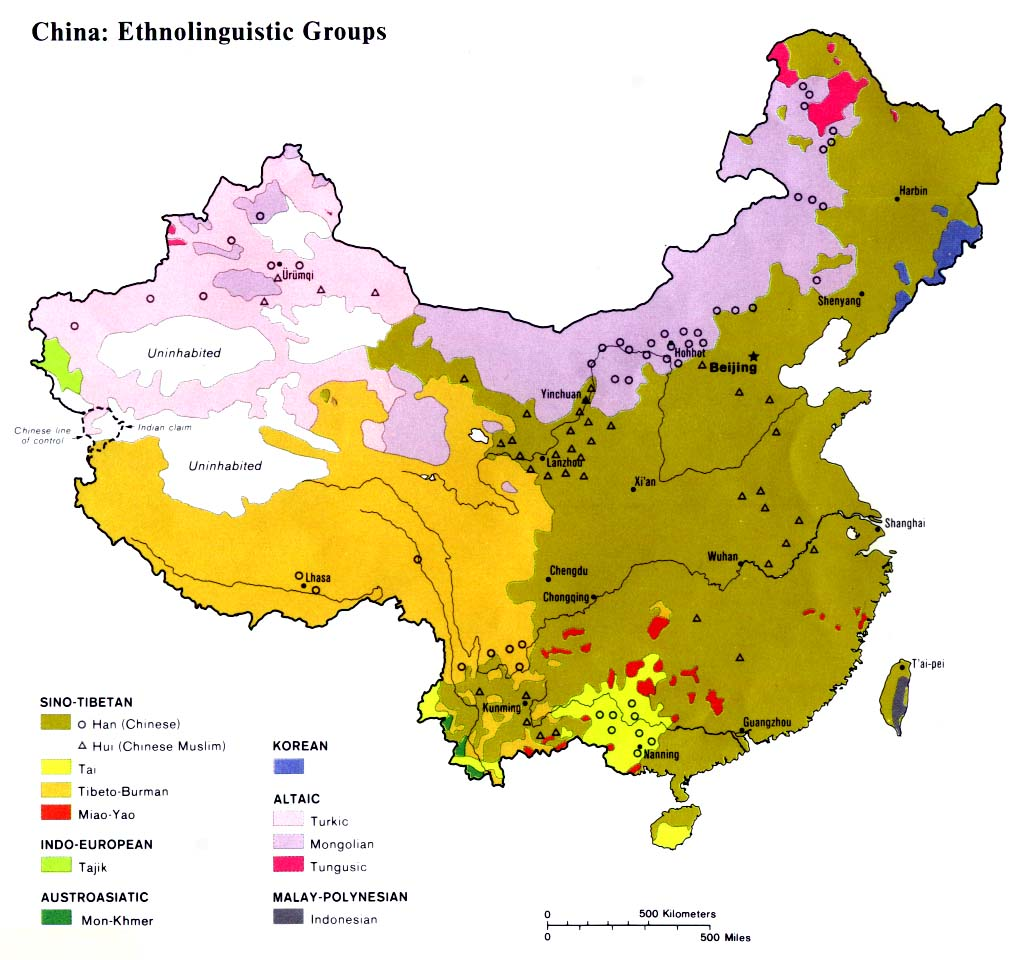
Mapa etnolingüístico de la República Popular China y Taiwán.

La República Popular China reconoce oficialmente 56 grupos étnicos distintos, el mayor de los cuales es la etnia han, que constituye el 91,51% de la población total en 2010. Las minorías étnicas de China conforman el 8,49% o 113,8 millones de la población total china en 2010. Durante las últimas décadas, las minorías étnicas han experimentado mayores tasas de crecimiento que la mayoría han, debido a que no se encuentran sujetas a la política de hijo único. Su proporción de la población en China ha crecido de 6,1% en 1953, a 8,04% en 1990, 8,41% en 2000 y 8,49% en 2010. Las más importantes minorías étnicas, según el censo de 2000, incluyen a la etnia zhuang (16 millones o 1,28%), manchú (10 millones o 0,84%), uigur (9 millones o 0,78%), hui (9 millones o 0,71%), miao (8 millones o 0,71%),  yi (7 millones o 0,61%), tujia (5,75 millones o 0,63%), mongol (5 millones o 0,46%), tibetana (5 millones o 0,43%), buyei (3 millones o 0,23%) y coreana (2 millones o 0,15%).
Ni Hong Kong ni Macao reconocen las clasificaciones oficiales étnicas mantenidas por el gobierno central. En Macao, el mayor grupo étnico son los macaenses, de ascendencia mixta china y portuguesa (eurasiáticos), así como inmigrantes de Filipinas y Tailandia. Los trabajadores domésticos filipinos conforman el mayor grupo étnico no-han en Hong Kong. 
| Grupo étnico               | Familia lingüística        | Censo de 1953 | Censo de 1953 | Censo de 1964 | Censo de 1964 | Censo de 1982 | Censo de 1982 | Censo de 1990 | Censo de 1990 | Censo de 2000 | Censo de 2000 | Censo de 2010 | Censo de 2010 |
| Grupo étnico               | Familia lingüística        | Hab           | %             | Hab           | %             | Hab           | %             | Hab           | %             | Hab           | %             | Hab           | %             |
| -------------------------- | -------------------------- | ------------- | ------------- | ------------- | ------------- | ------------- | ------------- | ------------- | ------------- | ------------- | ------------- | ------------- | ------------- |
| Han                        | China                      | 547.283.057   | 93,94         | 651.296.368   | 94,22         | 936.703.824   | 93,30         | 1.042.482.187 | 91,96         | 1.159.400.000 | 91,59         | 1.225.932.644 | 91,51         |
| Grupos minoritarios        | Grupos minoritarios        | 35.320.360    | 6,06          | 39.883.909    | 5,78          | 67.233.254    | 6,70          | 91.200.314    | 8,04          | 106.430.001   | 8,41          | 113.792.213   | 8,49          |
| Zhuang                     | Tai-kadai                  | 6.611.455     | 1,13          | 8.386.140     | 1,21          | 13.441.900    | 1,32          | 15.489.630    | 1,37          | 16.178.811    | 1,28          |               |               |
| Manchú                     | Tungusa                    | 2.418.931     | 0,42          | 2.695.675     | 0,39          | 4.299.950     | 0,43          | 9.821.180     | 0,87          | 10.682.263    | 0,84          |               |               |
| Hui                        | China                      | 3.559.350     | 0,61          | 4.473.147     | 0,64          | 7.207.780     | 0,71          | 8.602.978     | 0,76          | 9.816.802     | 0,78          |               |               |
| Miao                       | Hmong-Mien                 | 2.511.339     | 0,43          | 2.782.088     | 0,40          | 5.017.260     | 0,50          | 7.398.035     | 0,65          | 8.940.116     | 0,71          |               |               |
| Uigur                      | Túrquica                   | 3.640.125     | 0,62          | 3.996.311     | 0,58          | 5.917.030     | 0,59          | 7.214.431     | 0,64          | 8.399.393     | 0,66          |               |               |
| Tujia                      | Tibetano-birmana           |               |               |               |               | 284.900       | 0,03          | 5.704.223     | 0,50          | 8.028.133     | 0,63          |               |               |
| Yi                         | Tibetano-birmana           | 3.254.269     | 0,56          | 3.380.960     | 0,49          | 5.492.330     | 0,54          | 6.572.173     | 0,58          | 7.762.286     | 0,61          |               |               |
| Mongol                     | Mongólica                  | 1.462.956     | 0,25          | 1.965.766     | 0,28          | 3.402.200     | 0,34          | 4.806.849     | 0,42          | 5.813.947     | 0,46          |               |               |
| Tibetano                   | Tibetano-birmana           | 2.775.622     | 0,48          | 2.501.174     | 0,36          | 3.821.950     | 0,38          | 4.593.330     | 0,41          | 5.416.021     | 0,43          |               |               |
| Buyei                      | Tai-kadai                  | 1.247.883     | 0,21          | 1.348.055     | 0,19          | 2.103.150     | 0,21          | 2.545.059     | 0,22          | 2.971.460     | 0,23          |               |               |
| Coreano                    | Coreana                    | 1.120.405     | 0,19          | 1.339.569     | 0,19          | 1.783.150     | 0,18          | 1.920.597     | 0,17          | 1.923.842     | 0,15          |               |               |
| Otros                      | Otros                      | 6.718.025     | 1,15          | 7.015.024     | 1,01          | 16.244.634    | 1,61          | 16.531.829    | 1,46          | 20.496.926    | 1,62          |               |               |
| Total de China continental | Total de China continental | 582.603.417   | 582.603.417   | 694.581.759   | 694.581.759   | 1.008.175.288 | 1.008.175.288 | 1.133.682.501 | 1.133.682.501 | 1.265.830.001 | 1.265.830.001 | 1.339.724.858 | 1.339.724.858 |

## Religión en China
El ateísmo es la creencia religiosa mayoritaria con una población aproximada de 767 millones de personas; de ahí sigue el budismo como la principal religión, con alrededor de 100 millones de fieles; se estima que la segunda en importancia es la práctica el taoísmo tradicional, el Islam (18 millones), el cristianismo: con 10 millones de protestantes y 4 millones de católicos, de los cuales 2,5 millones, pertenecen a la Asociación Patriótica y 1,5 millones son fieles de la Iglesia católica (clandestina). 